# Превиль
Превиль (фр. Préville), настоящее имя Пьер-Луи Дюбю (Pierre-Louis Dubus; 19 сентября 1721 года, Париж — 18 декабря 1799 года, Бове) — французский комический актёр.

## Биография
Родился Пьер-Луи Дюбю 17 или 19 сентября 1721 года в бедной парижской семье. Изначально родители готовили его для духовной карьеры. Сценическую деятельность начал в 1738 году в бродячей труппе. Во время выступлений в Руане с актёрами одной провинциальной труппы актёрские способности Пьера-Луи были замечены Жаном Монне, который в 1743 году пригласил его выступать в парижской Опера-Комик. Позже Превиль вернулся в провинцию и был менеджером Большого театра в Лионе.

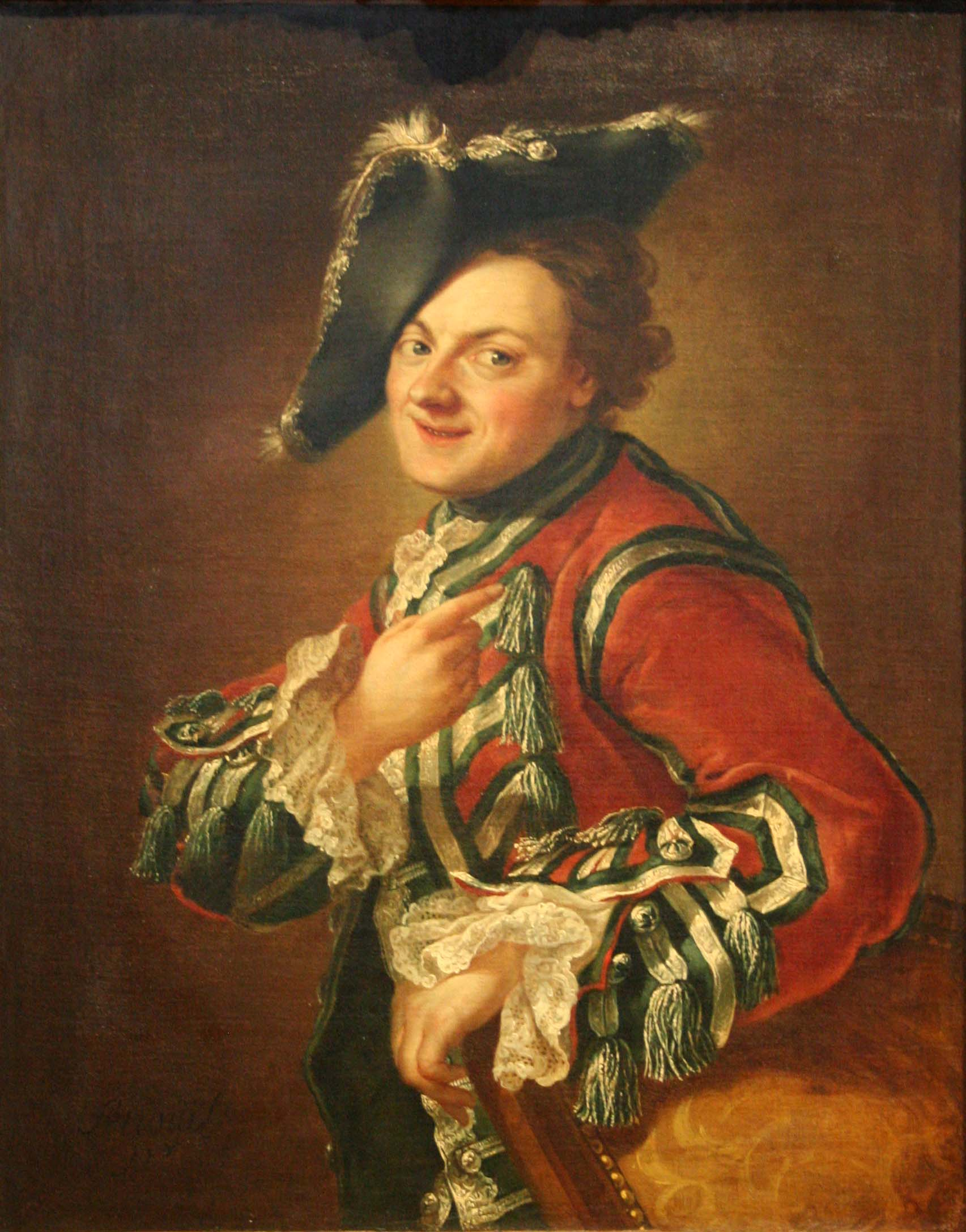
Портрет актёра Превиля

Он поступил в Комеди Франсез в Париже в 1753 году, где дебютировал 20 сентября в роли Криспена в «Единственном наследнике» (Le Légataire Universel) Реньяра — в несколько циничной, но местами очень остроумной и комичной картине французских нравов. Он стал исполнять роли, ранее сыгранные Франсуа-Арнулем Пуассоном, и показал себя лучшим комиком в труппе со времен Жана-Батиста Резена (Jean-Baptiste Raisin, 1639—1699). С большим успехом Превиль играл, вместе с актрисой мадемуазель Данжевиль, в нескольких пьесах Пьера де Мариво.
В истории мирового театра он остался как создатель образа Фигаро в «Севильском цирюльнике» Бомарше (1775) и Бридуазона в «Женитьба Фигаро» (1784). Большой успех актёру принесло исполнение им шести ролей в спектакле по пьесе Эдме Бурсо «Галантный Меркурий».
Превиль вышел в отставку в 1786 году, возвращался на сцену в 1791 и 1794—1795 годах.
Скончался 18 декабря 1799 года в Бове в возрасте 78 лет.